# Federazione cestistica della Repubblica Dominicana
La Federazione cestistica della Repubblica Dominicana è l'ente che controlla e organizza la pallacanestro in Repubblica Dominicana.
La federazione controlla inoltre la nazionale di pallacanestro della Repubblica Dominicana. Ha sede a Santo Domingo e l'attuale presidente è Regil Herasme.
È affiliata alla FIBA dal 1954 e organizza il campionato di pallacanestro della Repubblica Dominicana.